# Tour La marca de Caín
La marca de Caín fue la tercera gira que realizó el músico argentino Skay Beilinson comenzando el 8 de julio de 2007 y terminando el 28 de febrero de 2010. 
Se realizó para presentar su tercer disco titulado La marca de Caín. En esta gira recorrieron todo el país, visitaron otra vez Uruguay y tocaron por primera vez en España. Era la primera vez que el Flaco pisaba ese país. 
En este tercer tour se estrenaron temas de su cuarto disco, que se encontraba en proceso de grabación mientras la banda estaba tocando. Cabe destacar que volvieron a llenar Scombrock como en las dos giras pasadas. 
Durante el resto de la gira siguieron dando shows hasta el lanzamiento del cuarto disco, que salió el 12 de abril de 2010 y se titula ¿Dónde vas?.

## Lanzamiento del disco y gira

### 2007
El 4 de julio sale a la venta el tercer disco de Skay Beilinson. Este se titula La marca de Caín. Es el segundo disco con nuevos integrantes, y cuenta con una orquesta de cuerdas en el tema que cierra este disco. Consta de 10 temas. La gira comienza el 8 de julio con un show en Scombrock. El 18 de agosto toca en el estadio cubierto de Unión, siendo este su regreso a la capital santafesina después de 10 años. El concierto significó la presentación oficial del tercer disco. La última vez que Skay dio un concierto en la capital de dicha provincia fue con su grupo anterior el 13 de diciembre de 1997, cuando tocó en el estadio de Colón, en un show que estuvo marcado por la lluvia y los constantes problemas técnicos ocasionados por la misma. El 8 de septiembre, Skay y su gente partieron con rumbo hacia Córdoba para tocar en la Sala del Rey. El 15 de septiembre tocaron en el Abbey Road Concert Hall, y el 9 de noviembre volvieron a Scombrock. El 17 de noviembre volvieron a tocar en Uruguay. El show tuvo lugar en el Parque Roosevelt. Ese mismo día, La Renga realizaba lo que por entonces fue su último concierto en Buenos Aires. Despiden el año tocando el 7 y 8 de diciembre en The Roxy Live Bar.

### 2008
Inician un nuevo año tocando el 8 de febrero en GAP. El 14 y 15 de marzo vuelven al Willie Dixon. El 9 y 10 de mayo tocaron en el Auditorio Sur. Esos días justo tocaban Los Piojos en Rosario en la presentación de su último disco. El 14 y 15 de junio hicieron lo suyo en el Teatro Flores. El 18 de julio volvieron a tocar otra vez en Scombrock, mientras que el 26 de julio hicieron lo suyo en Cava Vieja. El 16 de agosto tocaron en Captain Blue XL. El 29 y 31 de agosto tocaron en el noroeste argentino, con shows en el Microestadio Delmi y el Club Floresta. El 12 de septiembre tocaron en Puerto Rock y al día siguiente en el Club Atlético Pacífico. El 17 y 18 de octubre dieron otros dos shows en el Teatro Colegiales. El 15 de noviembre tocaron en Elsieland por primera vez. Se cumplieron 6 años desde que Skay Beilinson inició su carrera solista. El concierto marcó el regreso del Flaco a Quilmes tras 20 años. Su última vez allí se realizó con su banda anterior el 12 de noviembre de 1988, en la presentación del tercer disco de estudio. El 5 de diciembre vuelven a tocar en Scombrock. Finalmente despiden el año el 13 de diciembre otra vez en Willie Dixon.

### 2009
Comienzan un nuevo año con un doblete en el Auditorio Sur. Los shows tuvieron lugar el 13 y 14 de marzo. El 8 y 9 de abril dieron un doblete en La Toldería. Los días 15 y 16 de mayo dieron otros nuevos conciertos en el Teatro Colegiales. Se estrenaron temas nuevos que se incluirían más adelante en el cuarto disco. El 13 de junio volvieron a tocar en Elsieland por segunda vez coincidió con No Te Va Gustar en Carmelo. El 20 de junio volvieron a tocar en Willie Dixon. El 8 de agosto volvieron a tocar en Captain Blue XL coincidió con No Te Va Gustar en Mendoza (Capital). El 15 de agosto vuelven a hacer de la partida en Scombrock coincidió con No Te Va Gustar en Salta. Tiempo después tocaron otra vez en GAP coincidió con No Te Va Gustar en Zarate. El 18 y 19 de septiembre dieron dos shows en el Teatro Flores los dos show coincidieron con No Te Va Gustar en Villa Mercedes y San Luis. El 9 de octubre tocaron en Puerto Rock, y el 11 de octubre en Kimika Night Club. El 14 de noviembre tocaron en Willie Dixon otra vez, y el 20 y 21 de noviembre en el Teatro Colegiales. Despiden el año tocando otra vez en Scombrock y otra vez en Elsieland estos dos shows coincidieron con No Te Va Gustar en Quilmes y La Plata.

### 2010
Inician un nuevo año tocando el 12 de febrero de 2010 en el Aeródromo de Santa María de Punilla en el marco de la edición número 10 del Cosquín Rock junto a otras bandas. Luego tocaron por primera vez en España del 20 al 28 de febrero. Así se termina la gira.

## Conciertos
| Fecha                    | Ciudad                     | País      | Recinto                 |
| ------------------------ | -------------------------- | --------- | ----------------------- |
| América del Sur          |                            |           |                         |
| 8 de julio de 2007       | José C. Paz                | Argentina | Scombrock               |
| 18 de agosto de 2007     | Santa Fe                   | Argentina | Estadio Ángel Malvicino |
| 8 de septiembre de 2007  | Córdoba                    | Argentina | Sala del Rey            |
| 15 de septiembre de 2007 | Mar del Plata              | Argentina | Abbey Road Concert Hall |
| 9 de noviembre de 2007   | José C. Paz                | Argentina | Scombrock               |
| 17 de noviembre de 2007  | Montevideo                 | Uruguay   | Parque Roosevelt        |
| 7 de diciembre de 2007   | Buenos Aires               | Argentina | The Roxy Live Bar       |
| 8 de diciembre de 2007   | Buenos Aires               | Argentina | The Roxy Live Bar       |
| 8 de febrero de 2008     | Mar del Plata              | Argentina | GAP                     |
| 14 de marzo de 2008      | Rosario                    | Argentina | Willie Dixon            |
| 15 de marzo de 2008      | Rosario                    | Argentina | Willie Dixon            |
| 9 de mayo de 2008        | Temperley                  | Argentina | Auditorio Sur           |
| 10 de mayo de 2008       | Temperley                  | Argentina | Auditorio Sur           |
| 14 de junio de 2008      | Flores                     | Argentina | El Teatro               |
| 15 de junio de 2008      | Flores                     | Argentina | El Teatro               |
| 18 de julio de 2008      | José C. Paz                | Argentina | Scombrock               |
| 26 de julio de 2008      | Maipú                      | Argentina | Cava Vieja              |
| 16 de agosto de 2008     | Córdoba                    | Argentina | Captain Blue XL         |
| 29 de agosto de 2008     | Salta                      | Argentina | Microestadio Delmi      |
| 31 de agosto de 2008     | Tucumán                    | Argentina | Club Floresta           |
| 12 de septiembre de 2008 | Bariloche                  | Argentina | Puerto Rock             |
| 13 de septiembre de 2008 | Neuquén                    | Argentina | Club Atlético Pacífico  |
| 17 de octubre de 2008    | Colegiales                 | Argentina | El Teatro               |
| 18 de octubre de 2008    | Colegiales                 | Argentina | El Teatro               |
| 15 de noviembre de 2008  | Quilmes                    | Argentina | Elsieland               |
| 5 de diciembre de 2008   | José C. Paz                | Argentina | Scombrock               |
| 13 de diciembre de 2008  | Rosario                    | Argentina | Willie Dixon            |
| 13 de marzo de 2009      | Temperley                  | Argentina | Auditorio Sur           |
| 14 de marzo de 2009      | Temperley                  | Argentina | Auditorio Sur           |
| 8 de abril de 2009       | El Calafate                | Argentina | La Toldería             |
| 9 de abril de 2009       | El Calafate                | Argentina | La Toldería             |
| 15 de mayo de 2009       | Colegiales                 | Argentina | El Teatro               |
| 16 de mayo de 2009       | Colegiales                 | Argentina | El Teatro               |
| 13 de junio de 2009      | Quilmes                    | Argentina | Elsieland               |
| 20 de junio de 2009      | Rosario                    | Argentina | Willie Dixon            |
| 8 de agosto de 2009      | Córdoba                    | Argentina | Captain Blue XL         |
| 15 de agosto de 2009     | José C. Paz                | Argentina | Scombrock               |
| 11 de septiembre de 2009 | Mar del Plata              | Argentina | GAP                     |
| 18 de septiembre de 2009 | Flores                     | Argentina | El Teatro               |
| 19 de septiembre de 2009 | Flores                     | Argentina | El Teatro               |
| 9 de octubre de 2009     | Bariloche                  | Argentina | Puerto Rock             |
| 11 de octubre de 2009    | Cipolletti                 | Argentina | Kimika Night Lab        |
| 14 de noviembre de 2009  | Rosario                    | Argentina | Willie Dixon            |
| 20 de noviembre de 2009  | Colegiales                 | Argentina | El Teatro               |
| 21 de noviembre de 2009  | Colegiales                 | Argentina | El Teatro               |
| 11 de diciembre de 2009  | José C. Paz                | Argentina | Scombrock               |
| 19 de diciembre de 2009  | Quilmes                    | Argentina | Elsieland               |
| 12 de febrero de 2010    | Santa María de Punilla     | Argentina | Aeródromo               |
| Europa                   |                            |           |                         |
| 20 de febrero de 2010    | Las Palmas de Gran Canaria | España    | Sala Paraninfo          |
| 22 de febrero de 2010    | Madrid                     | España    | Sala Heineken           |
| 24 de febrero de 2010    | Málaga                     | España    | Sala Vivero             |
| 26 de febrero de 2010    | Mallorca                   | España    | Sala Assaig             |
| 28 de febrero de 2010    | Barcelona                  | España    | Sala Razzmatazz         |

## Formación durante la gira
- Skay Beilinson - Voz y guitarra eléctrica (2002-Actualidad)
- Oscar Reyna - Guitarra eléctrica secundaria (2002-2018)
- Claudio Quartero - Bajo (2002-Actualidad)
- Javier Lecumberry - Teclados (2002-Actualidad)
- Topo Espíndola - Batería (2005-2018)
- Skay Beilinson - Voz y guitarra eléctrica (2002-Actualidad)